# Лапшин Ілля Федорович
Лапшин Ілля Федорович (1918, Златоуст — 1962, Ялта) — старшина Робочо-крестьянської Червоної Армії, учасник Другої світової війни, Герой Радянського Союзу (1943).

## Біографія
Ілля Лапшин народився в серпні 1918 року в Златоусті. Закінчив неповну среднюю школу. У жовтні 1938 року Лапшин був призваний на службу в Робочо-крестьянську Червону Армію. З травня 1942 року — на фронтах Другої світової війни. До вересня 1943 року старший сержант Ілля Лапшин командував вогневим взводом батареї 360-го стрілкового полку 74-ї стрілкової дивізії 13-ї армії Центрального фронту. Відзначився під час форсування Дніпра.
25 вересня 1943 року Лапшин одним із перших переправился через Дніпро в район села Комарин Брагінського району Гомельської області Білоруської РСР і взяв активну участь у боях за захоплення та утримання плацдарма на його західному березі, особисто знищив два бронетранспортера. Під час бою за село Посудово взвод Лапшина знищив визку вогневых точек, що спряяло успішному наступу піхоти.
Указом Президії Верховної Ради СРСР від 16 жовтня 1943 року старший сержант Ілля Лапшин був удостоєний звання Героя Радянського Союзу з врученням ордена Леніна та медалі «Золота Звезда».
Після закінчення війни Лапшин в званні старшини був демобілізований. Спочатку проживав і працював в рідному місті, пізніше переїхав в Ялту. Раптово помер 3 вересня 1962 року. Поховиний в Ялті на Старом міському цвинтарі.